# تقي الدين الندوي
تقي الدين الندوي (1934- ) عالم من علماء الهند متخصص في الحديث النبوي الشريف وعلومه. 

## حياته
ولد في عام 1934م بقرية مظفربور، في ولاية أتر برديش في الهند. تلقى تعليمه في مدرسة الإصلاح أعظم جراه، وجامعة مظاهر علوم سهارنفور، ودارالعلوم لندوة العلماء لكناؤ، الهند، ونال شهادة الدكتوراه في الحديث الشريف وعلومه من جامعة الأزهر بالقاهرة.
يعدّ من أنجب طلاّب مدرسة الهند الحديثية، فقد طلب العلوم الإسلامية وعلم الحديث بصفةٍ خاصّةٍ على أساتذة الفن وجهابذة العلم من أمثال شيخ الحديث العلامة محمد زكريا الكاندهلوي المدني، وسماحة العلامة الشاه حليم عطا السيلوني، وقد استنجبه شيوخه فقدّموه للتدريس وهو ما يزال في ريعان شبابه، فأعطاه الكثير من جهده وعنايته، فأسلست له أصول التربية والتدريس القياد، وأضحى من ألمع الأساتذة الجامعيين في الهند وفي جامعة الإمارات العربية المتحدة. كما وثقوا في تحصيله وقدراته البحثية فأوكلوا إليه تحقيق العديد من أمهات كتب الحديث . وأدى الشيخ النجيب الأمانة على خير وجوهها، فكانت له إسهاماتٌ بارعةٌ خدمتْ المكتبة الحديثية، وحازتْ الرضا، ونالتْ الإعجاب من أهل العلم والأوساط العلمية.

## أعماله

### مؤلفات وتحقيق
- الإمام البخاري إمام الحفاظ والمحدثين، الطبعة الثالثة، دار القلم دمشق.[2]
- الإمام أبو داود الحافظ الفقيه المحدث، الطبعة الثالثة، دار البشائر بيروت.
- الإمام مالك ومكانة كتابه الموطأ الطبعة الثالثة بأبوظبي، وبيروت في دار البشائر.
- أعلام المحدثين ومآثرهم العلمية ط: دار البشائر الإسلامية.
- علم رجال الحديث ط 3 بالمدينة المنورة 1988م.
- الزهد الكبير للإمام البيهقي، ط: دار الفتح الأردن.
- التعليق الممجد على موطأ  محمد (شرح العلامة عبد الحي اللكنوي)، ط: دار القلم دمشق.
- بذل المجهود شرح سنن أبي داود، للعلامة المحدث خليل أحمد السهارنفوري، ط: دار البشائر بيروت 2006م.[3]
- أوجز المسالك شرح موطأ الإمام مالك للعلامة محمد زكريا الكاندهلوي، ط: دار القلم بيروت 2003م.
- الجامع الصحيح للإمام البخاري مع حاشية السهارنفوري، ط: دار البشائر الإسلامية بيروت 2011م.
- المواهب اللطيفة شرح مسند أبي حنيفة للشيخ المحدث محمد عابد السندي، ط: دار النوادر بيروت.
- لمعات التنقيح شرح مشكاة المصابيح للشيخ المحدث عبد الحق البخاري الدهلوي، ط: دار النوادر بيروت.

## جوائز
- جائزة رئيس جمهورية الهند في خدمة اللغة العربية في عام 2011م.[2]
- جائزة مؤسسة الإمام ولي الله الدهلوي التي منحها معهد الدراسات الموضوعية بالهند لخدمة الحديث والسنة في عام 2011م.
- جائزة الإمام عبد الحي اللكنوي لخدمة مؤلفات اللكنوي في عام 2011م.
- جائزة العالم الرباني الشيخ أحمد البرتابكدي لخدمة الإسلام في عام 2011م.